# تكسر هوائي
التكسر الهوائي هو طريقة أصبحت شائعة للغاية خلال السنوات العشر الماضية، ويُستخدم في معالجة المواقع الملوثة. وتتكون هذه الطريقة من حقن الغاز تحت السطح الملوث بضغط أعلى من ضغط الغازات الموجودة بالفعل. ويتم إجراء هذه التكسيرات على شكل «شبكة عنكبوتية» تحت السطح كله؛ بحيث يمكن وضع المضخات في الأرض لامتصاص المياه الملوثة عبر هذه التصدعات. هذا بالإضافة إلى إمكانية حقن المواد في التربة من خلال التصدعات لزيادة معالجة التربة والمياه الجوفية. وتم تطوير تقنية التنظيف وتسجيل براءة اختراعها من خلال الأبحاث التي أجراها العديد من الأساتذة في معهد نيوجيرسي للتكنولوجيا عام 1996 على أمل تنظيف وتطهير العديد من مواقع الممتاز حسب وكالة حماية البيئة الأمريكية، والتي تمثل بعض أكثر المواقع تلوثًا في البلاد. وتُنسب براءة الاختراع إلى جون آر شورينغ، حامل شهادة الدكتوراه والمهندس المحترف وأستاذ الهندسة المدنية والبيئية في معهد نيوجيرسي للتكنولوجيا. وقد تبنى هذه الطريقة المتعهدون البيئيون في شتى أرجاء البلد منذ تسجيل براءة اختراعها.